# Конзерватор слика
Конзерватор слике је појединац који је одговоран за заштиту културне баштине у облику осликаних уметничких дела. Ове особе најчешће су запослене у музејима, конзервацијским центрима или другим културним институцијама. Надгледају физичку негу колекција и обучавају се из хемије и практичне примене техника поправке и рестаурације слика. 

## Обавезе и дужности

### Сарадња
Конзерватор за слике сарађује са бројним музејским стручњацима како би осигурао да насликана уметничка дела добију најбољи квалитет неге. Директор секретара / збирке (ДСЗ) може позвати ову особу у случају штете. Конзерватор за слике такође може бити позван да се консултује са ДСЗ-ом и тимом за дизајн изложбе како би се осигурало да је рад довољно стабилан за приказ и да утврди колика изложеност влаги или светлости може да издржи. 

### Превентивна нега
Превентивна нега представља уклањање потенцијалног пропадања и оштећења слике помоћу претходно одређених правила и поступака око складиштења и руковања објектом. 

#### Хитна приправност
Спремност за хитне случајеве и план за ванредне ситуације су кључни елементи које музеј треба да успостави. Обавештава конзерваторе, ДСЗ-ове и сво остало музејско особље како да одговори на катастрофе које могу погодити њихову институцију, а самим тим и њене збирке. Ови планови могу бити експанзивни, детаљно наводећи низ поступака за различите ванредне ситуације, као што су пожар, поплава, па чак и рат. Мере заштите у плану за ванредне ситуације требало би да укључују превенцију кроз управљање ризиком, обуку о припреми и реаговању и аранжмане за опоравак. Институција треба да зна који је члан особља делегиран на пројекат током дате околности, и да им може рећи како ће проценити и напредовати уз помоћ плана за хитне случајеве. 

#### Интегрисано сузбијање штеточина (ИПШ)
Интегрисано управљање штеточинама (ИПШ) је стратегија коју музеј користи за сузбијање штеточина, попут плијесни, инсеката или мишева. ИПШ програм може се бавити структуралним и еколошким проблемима који доприносе проблему штеточина. Ово би могло укључивати спречавање почетног уласка штеточина у структуру одржавањем зграда, модерирање унутрашње климе и постављање система за надзор инсеката.  Попут плана за ванредне ситуације, ИПШ може дуготрајно и захтевати бројне обавезе од сваког члана особља. Међутим, ако штеточине постану проблем за једну слику или цео музеј, од помоћи ће бити успостављен ИПШ систем. Превенција је кључни део ИПШ-а, јер хемијски пестициди и фумиганти такође могу бити штетни за колекције. 

#### Складиштење, руковање и путовања позајмицама
Позајмице између музеја могу изложити слике великим ризиком, једноставно због чињенице да су померени. Количина стреса коју слика може да издржи одређена је већ постојећим факторима, као што су платно и техника сликања. Пре позајмице, конзерватор за слике ће проценити структуру дела за слабости и потенцијална подручја у ризику. Ово помаже да се утврди да ли је комад погодан за зајам и како ће се паковати и превозити. Припрема за посуђену слику обично укључује подметање оквира за рад и осигуравање да је правилно постављен, одређивање да ли ће му требати дасака за подлогу и шта ће поправити оквир прије транспорта. Конзерватор за слике такође може бити позван да сарађује са другим особљем из музеја позајмљивања да би проценио окружење институције која позајмљује дело. Он или она такође могу узети у обзир пут путовања између зајма и институција које их дају. Планер транзита мора узети у обзир околинске услове на рути, колико често ће се радови морати бавити и сигурност. 

### Испитивање
Испитивање је низ научних процеса кроз које конзерватор слике прикупља информације о коришћеним материјалима, техници сликара и ономе што је допринело тренутном стању слике. Испитивање је процес који се развио са пољем очувања. Узимање узорака материјала на слици се смањило у корист мање инвазивних техника за анализу. Испитивање је постало пресудни део музејског, очуваног и историјског света уметности, помажући да се слике поставе у културни и историјски контекст. 

### Рестаурација
Природни процес старења слике, као и фактори животне средине, могу захтевати интервенцију конзерватора слика да обнови дело. Разлози обнове могу бити оштећење воде, кидање, љускање и ослабљено платно. Примарни циљ конзерватора слика који врши рестаурацију је да обезбеди стабилан рад. Одатле могу интегрисати поправке које чувају уметникове оригиналне намере. 

## Инструментација и употребе

### Методе сликања
Ултраљубичасто светло
Испитивање ултраљубичастог светла користи се за откривање лакова и њихових година, као и за претходне третмане на слици. Лакови флуоресцирају под УВ светлошћу и тамним мрљама откривају подручја ретуширања. Сјајност сјаја слике такође помаже да се открије врста лака који се користи. 
Ракинг светло
Светло за жицање је накошено светло које може да бележи проблеме слике, приказујући граница оштећења на одређеном делу. Лук светлости такође помаже у препознавању топографије потеза киста на сликама, понекад откривајући темељне оригиналне намере уметника. 
Инфрацрвено светло
Употреба инфрацрвеног осветљења може открити методе рада уметника, као што су почетне скице и перспективне линије цртане на платну. Ова метода је ефикасна на радовима који имају контрастну бледу земљу. 
ИКС-радиографија
ИКС-снимци слике омогућавају конзерваторима да виде испод радне површине. Употреба ове методе такође помаже разликовати материјале који изгледају слично под видљивом светлошћу, али имају различиту апсорпцију рендгенских зрака. На пример, Музеј Викторије и Алберта користио је радиографију на слици Јеан-Францоис Миллет-а под називом Воод Савиерс. Слика испод приказује жену која представља Француску републику, пријаву на такмичење које ће Миллет изгубити. Без средстава за плаћање новог платна, Миллет је насликао постојећу слику. 

### Ласери
Употреба ласера омогућава контролу и тачност уклањања остарелих или покварених слојева на обојеним радовима, као и препознавање материјала и слојева унутар слике. Научници са Универзитета Дуке су 2012. развили ласер за дијагнозу меланома. Научници су кроз рад са Националном галеријом и Музејем уметности Северне Каролине утврдили да се овај ласер такође може користити за идентификацију хемијских потписа пигмената и тродимензионалних структура у слојевима уметничког дела.  Други хемичар са Универзитета Дуке такође је изумио користан ласер за конзерваторе за фарбање који уклања слојеве старог лака. 

### Лакови
Лакови се наносе на слике да би се побољшао изглед слике, као и да би се она временом заштитила. Када се осуше, лакови су обично прозирни и могу се разликовати у сјају и трајности како се мења и његов састав. Лакови могу бити органски или синтетички. Будући да природни лакови временом потамне или пропадају, често је потребна пажња конзерватора за уклањање, замену или враћање.  Поново је важно упамтити оригиналну намеру уметника када одаберете нови лак. Лакови често нуде жељени ефекат, а синтетичка сорта можда неће понудити оно што је изворно дала природна смола. 

## Образовање и обука
Конзерватор за слике ће вероватно стећи магистериј или више. Постоји неколико дипломских програма широм Сједињених Држава и света за обуку за заштиту и рестаурацију уметности. Образовање и обука конзерватора варираће овисно о институцији у којој је запослен, али конзерватори слике ће имати знање о хемији и физичким наукама које се односе на пропадање и заштиту културне баштине у сликарским радовима. Практична примена обуке може се применити у облику стажирања или стипендија, у зависности од нивоа образовања који је појединац стекао. 

## Контроверзије
Конзервација и пракса рестаурације су сами по себи контроверзни, јер укључују сталне промене у уметниково дело. Због тога је важно да конзерватор слике детаљно испита дело пре него што изврши ресторативне промене. При томе често могу препознати оригиналне лакове и слојеве који су допринели уметниковој намери за појаву дела. Међутим, чак и пажљиво испитивање и пажљива рестаурација не штите конзерватора слика или дела да буду средиште полемике. 

### Обнова Сикстинске капеле
Обнова Сикстинске капеле у Ватикану трајала је током другог дела двадесетог века. Велики део критика и препирки око рестаурације је да су претходни покушаји обнове фрески направили више штете него користи. Критичари модерне рестаурације сугерисали су конзервативнији приступ у спречавању даљег пропадања, уместо да ресторативним мерама допринесу његовим проблемима. 

### Последња вечера
Обнова на последњој вечери Леонарда да Винција завршена је 1999. године после две деценије рада. Многи сматрају да је обављено дело неспретно, при чему су неке карактеристике биле непрепознатљиво сјајне, док су друге потпуно нестале. 

### Сантуарио де ла Мисерицордиа Фреско
2012. године Цецилиа Гименез, старија жена без конзерваторске обуке, покушала је да врати фреску Ецце Хомо у шпанској цркви. Фреска је лепршала због влаге на зидовима, што је наводно узнемирило жену.  Њени резултирајући рестаураторски радови оставили су портрет с оним што су многи описали као изгледа мајмунски, са цртаним очима и замагљеним устима. Покушај рестаурације наишао је на видјело након што је члан породице оригиналног умјетника предложио фонд за конзерваторске радове. 